# 2020年東京パラリンピックのガンビア選手団
2020年東京パラリンピックのガンビア選手団は、2021年8月24日から9月5日まで日本の東京で開催された2020年東京パラリンピックガンビア選手団の名簿。

## 選手団
- 人員: 選手 2人
- 開会式旗手: ファトゥ・サネー

## 種目別選手・スタッフ名簿及び成績

### 陸上
| 選手             | 種目         | 予選         | 予選       | 決勝     | 決勝     |
| 選手             | 種目         | 結果         | 順位       | 結果     | 順位     |
| ---------------- | ------------ | ------------ | ---------- | -------- | -------- |
| マラング・タンバ | 男子100m T54 | 18秒26       | 17位 (5着) | 予選敗退 | 予選敗退 |
| マラング・タンバ | 男子400m T54 | 1分05秒71 PB | 15位 (4着) | 予選敗退 | 予選敗退 |
| ファトゥ・サネー | 女子100m T54 | 24秒10       | 10位 (5着) | 予選敗退 | 予選敗退 |